# Gianluca Pessotto
Gianluca Pessotto (né le 11 août 1970 à Latisana, dans le Frioul-Vénétie Julienne en Italie) est un footballeur international italien qui jouait au poste de défenseur.

## Biographie
Fin mai 2006, à l'issue de sa carrière de joueur, Pessotto, que l'on surnommait Gazza ou encore il Professore durant sa carrière, est nommé manager général du club piémontais. 
Le 27 juin 2006, il tente de se suicider en sautant du 4e étage du siège de la Juventus et se blesse grièvement. Il est hospitalisé depuis dans un état sérieux mais stable. Le 28 juin ses médecins annoncent qu'il pourrait ne pas survivre même si son état n'empirait pas. Le 17 juillet, il ne nécessite plus l'aide d'un respirateur et son état s'améliore nettement selon le communiqué médical.
Selon son épouse, Gianluca a tenté de se suicider parce qu'il était « stressé et dépressif depuis quelque temps. » Elle a notamment invoqué son manque de goût pour les fonctions de direction qui lui avaient été confiées au sein de l'encadrement du club, juste après sa retraite de joueur.

## Carrière de joueur

### En équipe nationale
Pessotto compte 22 sélections et 1 but avec l'équipe d'Italie. Sa première sélection a eu lieu en 1996, sa dernière en 2002. Il a participé à la Coupe du monde de 1998 et à l'Euro 2000.

## Palmarès

### En club
- Vainqueur de la Coupe Intercontinentale en 1996 avec la Juventus Turin
- Vainqueur de la Supercoupe d'Europe en 1996 avec la Juventus Turin
- Vainqueur de la Ligue des Champions en 1996 avec la Juventus Turin
- Champion d'Italie en 1997, en 1998, en 2002 et en 2003 avec la Juventus Turin
- Vainqueur de la Coupe d'Italie en 1995 avec la Juventus Turin
- Vainqueur de la Supercoupe d'Italie en 1995, en 1997, en 2002 et en 2003 avec la Juventus Turin
- Vainqueur de la Coupe Intertoto en 1999 avec la Juventus Turin
- Finaliste de la Ligue des Champions en 1997, en 1998 et en 2003 avec la Juventus Turin
- Vice-champion d'Italie en 1996, en 2000 et en 2001 avec la Juventus Turin
- Finaliste de la Coupe d'Italie en 2002 et en 2004 avec la Juventus Turin
- Finaliste de la Supercoupe d'Italie en 1998 et en 2005 avec la Juventus Turin

### EnÉquipe d'Italie
- 22 sélections entre 1996 et 2002
- Participation à la Coupe du Monde en 1998 (1/4 de finaliste)
- Participation au Championnat d'Europe des Nations en 2000 (Finaliste)